# Buraco do Diabo (Bermudas)
Buraco do Diabo era um grande poço cheio de água, perto do canto sudeste de Harrington Sound, nas Bermudas . Ao mesmo tempo, uma caverna costeira, é alimentada pelo próprio oceano Atlântico, e não pelo som muito mais próximo, através de um estuário subterrâneo. Fechou em 2009. 
O buraco ganhou esse nome depois que o teto da caverna desabou. O buraco aberto resultante produz sons estranhos à medida que a água sobe e desce, que foram considerados pelos primeiros colonos como sendo o diabo gemendo. 
Era uma atração turística desde a década de 1830, pois forma um aquário tropical natural.  As espécies variam de tartarugas verdes a moreias, e muitas espécies de peixes de recife podem ser encontradas. 